# CNTRL
La centriolina es una proteína que en los humanos está codificada por el gen CNTRL. Anteriormente se conocía como CEP110 .
Este gen codifica una proteína centrosómica necesaria para que el centrosoma funcione como un centro organizador de microtúbulos. El producto génico también está asociado con la maduración del centrosoma. Una versión del trastorno mieloproliferativo de células madre es el resultado de una translocación recíproca entre los cromosomas 8 y 9, con el punto de ruptura asociado con el receptor 1 del factor de crecimiento de fibroblastos y la centriolina.